# I Will Be
«I Will Be» — шостий та фінальний сингл першого студійного альбому британської співачки Леони Льюїс — «Spirit» (2007). В США пісня вийшла 6 січня 2009. Пісня написана Авріл Лавін, Максом Мартіном та Луказом Готтвальдом; спродюсована Dr. Luke та Меттом Беклі. Пісня мала увійти до третього студійного альбому канадської співачки Авріл Лавін «The Best Damn Thing», проте так і не була доданою до платівки. Пісня «I Will Be» стала третім і останнім синглом альбому «Spirit» в США. Музичне відео зрежисерувала Меліна Мацукас; прем'єра музичного відео відбулась у січні 2009.
Сингл досяг 66 місця американського чарту Billboard Hot 100 та 160 місця британського чарту UK Singles Chart.

## Виконання вживу
Влітку 2008 Леона виконала пісню «I Will Be», «Bleeding Love», «Forgive Me» і «Better In Time» на сесії Stripped. 19 грудня 2008 співачка також виконала «I Will Be» на ток-шоу Late Show With David Letterman.

## Структура пісні
Версія Льюїс було дещо змінена у порівнянні із оригінальною версією, створеною Авріл Лавін. Наприклад, у версії Лавін були слова: «без тебе, я не можу спати», а у версії Льюїс слово «спати» було замінено на слово «дихати».

## Музичне відео
Музичне відео зрежисерувала Меліна Мацукас. Зйомки почались 18 грудня 2008 в Нью-Йорку, США. Чоловічу роль у відеокліпі виконує американський актор Чейс Крофорд, відомий роллю із телесеріалу Пліткарка. Прем'єра музичного відео відбулась у січні 2009.

## Список пісень
1. "I Will Be" — 3:59

## Чарти
| Чарт (2007)                              | Місце |
| ---------------------------------------- | ----- |
| UK Singles (The Official Charts Company) | 160   |
| Чарт (2009)                              | Місце |
| Canadian Hot 100                         | 83    |
| U.S. Billboard Hot 100                   | 66    |
| U.S. Billboard Pop 100                   | 24    |
| U.S. Billboard Hot Adult Top 40 Tracks   | 21    |

## Історія релізів
| Регіон | Дата         | Лейбл     | Формат               |
| ------ | ------------ | --------- | -------------------- |
| США    | 6 січня 2009 | J Records | Цифрове завантаження |

## Формати
1. Альбомна версія (Авріл Лавін, Max Martin, Lukasz Gottwald) – 3:59
2. Клубний мікс Corenell (Авріл Лавін, Martin, Gottwald) – 7:41
3. Міксшоу Donni Hotwheel (Авріл Лавін, Martin, Gottwald) – 5.28
4. Ремікс Bit Error (Авріл Лавін, Martin, Gottwald)
5. Клубний мікс  Cajjmere Wray (Авріл Лавін, Martin, Gottwald)